# Dilobopterus lobatus
Dilobopterus lobatus är en insektsart som beskrevs av Young 1977. Dilobopterus lobatus ingår i släktet Dilobopterus och familjen dvärgstritar. Inga underarter finns listade i Catalogue of Life.